# The Raven (film 1915)
The Raven è un film muto del 1915 sceneggiato e diretto da Charles Brabin.
La sceneggiatura, firmata dallo stesso regista, è basata sul lavoro teatrale The Raven: The Love Story of Edgar Allen Poe di George Cochran Hazelton che andò in scena in Pennsylvania, ad Allentown, il 13 settembre 1904. Hazelton pubblicò nel 1909 un romanzo dallo stesso titolo.

## Trama

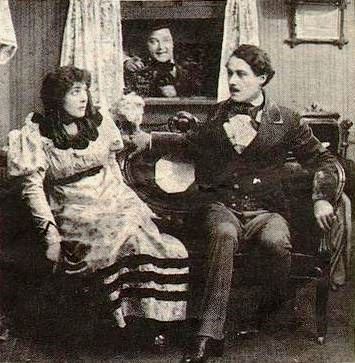
Warda Howard e Henry B. Walthall

Discendente di una famiglia di origine irlandese, Edgar Poe, dopo la morte di sua madre, viene adottato da John Allan, assumendo il nome di Edgar Allan Poe. Quando però Edgar si scontra con Allan, dopo essere stato espulso dall'Università e aver sposato la cugina Virginia Eliza Clemm, l'uomo d'affari rompe i rapporti con il figlio adottivo. In miseria, Edgar cerca di vivere con il suo lavoro di scrittore, ma senza grande successo. Virginia muore, malata di tisi ed Edgar rimane vittima di una profonda depressione che lo porta al bere. In preda alle allucinazioni, Poe immagina che la sua vicina, Helen Whitman sia la moglie morta. Alla fine, lo spirito di Virginia insieme ad altri spettri e a un corvo, conducono anche lui alla morte.

## Produzione
Il film fu prodotto dalla Essanay Film Manufacturing Company.

## Distribuzione
Distribuito dalla V-L-S-E, il film - un cortometraggio di una bobina - uscì nelle sale cinematografiche statunitensi l'8 novembre 1915.

### Conservazione
La pellicola è conservata ed è uscita in VHS e in DVD, distribuita dalla Grapevine Video. Nel 2007, il film è stato pubblicato dalla TeleVista in DVD in una versione della durata di 46 minuti.